# ADA2
ADA2 (англ. Adenosine deaminase 2) – білок, який кодується однойменним геном, розташованим у людей на короткому плечі 22-ї хромосоми. Довжина поліпептидного ланцюга білка становить 511 амінокислот, а молекулярна маса — 58 934.
| 10         |  | 20         |  | 30         |  | 40         |  | 50         |
| ---------- |  | ---------- |  | ---------- |  | ---------- |  | ---------- |
| MLVDGPSERP |  | ALCFLLLAVA |  | MSFFGSALSI |  | DETRAHLLLK |  | EKMMRLGGRL |
| VLNTKEELAN |  | ERLMTLKIAE |  | MKEAMRTLIF |  | PPSMHFFQAK |  | HLIERSQVFN |
| ILRMMPKGAA |  | LHLHDIGIVT |  | MDWLVRNVTY |  | RPHCHICFTP |  | RGIMQFRFAH |
| PTPRPSEKCS |  | KWILLEDYRK |  | RVQNVTEFDD |  | SLLRNFTLVT |  | QHPEVIYTNQ |
| NVVWSKFETI |  | FFTISGLIHY |  | APVFRDYVFR |  | SMQEFYEDNV |  | LYMEIRARLL |
| PVYELSGEHH |  | DEEWSVKTYQ |  | EVAQKFVETH |  | PEFIGIKIIY |  | SDHRSKDVAV |
| IAESIRMAMG |  | LRIKFPTVVA |  | GFDLVGHEDT |  | GHSLHDYKEA |  | LMIPAKDGVK |
| LPYFFHAGET |  | DWQGTSIDRN |  | ILDALMLNTT |  | RIGHGFALSK |  | HPAVRTYSWK |
| KDIPIEVCPI |  | SNQVLKLVSD |  | LRNHPVATLM |  | ATGHPMVISS |  | DDPAMFGAKG |
| LSYDFYEVFM |  | GIGGMKADLR |  | TLKQLAMNSI |  | KYSTLLESEK |  | NTFMEIWKKR |
| WDKFIADVAT |  | K          |  |            |  |            |  |            |

A: Аланін

C: Цистеїн

D: Аспарагінова кислота

E: Глутамінова кислота

F: Фенілаланін

G: Гліцин

H: Гістидин

I: Ізолейцин

K: Лізин

L: Лейцин

M: Метіонін

N: Аспарагін

P: Пролін

Q: Глутамін

R: Аргінін

S: Серин

T: Треонін

V: Валін

W: Триптофан

Кодований геном білок за функцією належить до гідролаз. 
Задіяний у такому біологічному процесі, як альтернативний сплайсинг. 
Білок має сайт для зв'язування з іонами металів, іоном цинку, з молекулою гепарину. 
Секретований назовні.